# Клеванцов, Пётр Ильич
Пётр Ильич Клеванцов (18 сентября 1911, Ермаковка, Акмолинская область — 3 августа 1986, Шадринск, Курганская область) — начальник Шадринской дистанции пути Южно-Уральской железной дороги, Герой Социалистического Труда (1959).

## Биография
Пётр Клеванцов родился 18 сентября 1911 года в крестьянской семье в деревне Ермаковке Всесвятской волости Петропавловского уезда Акмолинской области Степного генерал-губернаторства, ныне село входит в Тагильский сельский округ (каз. Тагиль ауылдық округі) Сарыкольского района Костанайской области Республики Казахстан. Русский.
В 1915 году умерла его мать, а отец находился на фронте. Вместе с братом Никитой они воспитывались у бабушки. Когда братья подросли, то крестьянствовали вместе с отцом.
В 1929 году Петр вместе с отцом отправился из Казахстана на строительство Магнитки, но завербовались на строительство Троицко-Орской железной дороги.  Начал в качестве ремонтного рабочего на станции Карталы 14-й дистанции службы пути Южно-Уральской железной дороги (Троицкий округ Уральской области, ныне Челябинская область). Вскоре был избран старостой ремонтно-строительной артели, назначен бригадиром. В 1931 году окончил годичные курсы дорожных мастеров в Перми. Вернувшись в Карталы стал исполнять обязанности мастера, был аттестован старшим мастером. 
С 1939 года член ВКП(б), в 1952 году партия переименована в КПСС.
В 1939 году был направлен на Центральные технические курсы Наркомата путей сообщения в Москве.
После их окончания получил свидетельство техника-путейца 1-го класса и был направлен заместителем начальника Варгашинской дистанции железнодорожного пути Южно-Уральской железной дороги (рп Варгаши Варгашинского района Челябинской области, ныне Курганская область), а в феврале 1941 года утвержден начальником этой дистанции. В сложные военные годы обеспечивал надежно железнодорожные пути для фронтовых перевозок. В 1942 году награждён медалью «За трудовое отличие».
В апреле 1944 года в порядке укрепления, был назначен начальником 12-й дистанции пути в город Шадринск Курганской области. Путевое хозяйство, которое принял Клеванцов, не выдерживало никакой критики. На 150 километрах одноколейного пути была масса предупреждений об ограничении скорости движения поездов. Они в буквальном смысле «ползали» по износившейся железнодорожной колее. Клеванцов создал передвижные ремонтные колонны для ремонта путей. Пригодился опыт работы тридцатых годов в Карталах. В год окончания Великой Отечественной войны он был награждён орденом «Знак Почета». В 1952 году Клеванцова наградили орденом Трудового Красного Знамени.
За первые десять лет, что Клеванцов руководил дистанцией, закрепленные за ней пути были пройдены капитальным, средним и подъемочным ремонтом с заменой рельсов более тяжелого типа. Впервые на дороге по его предложению стали использовать в качестве балласта асбоцементные отходы, с предприятий соседней Свердловской области. Ведь тогда щебня не хватало, и это был выход из положения. В короткие сроки Шадринская дистанция пути стала самой безопасной на Южно-Уральской дороге.
Указом Президиума Верховного Совета СССР от 1 августа 1959 года за выдающиеся успехи, достигнутые в развитии железнодорожного транспорта Клеванцову Петру Ильичу присвоено звание Героя Социалистического Труда с вручением ордена Ленина и Золотой медали «Серп и молот».
К началу 1960-х годов в ведении 12-й дистанции находилось уже 400 километров путей, обновленных тяжелыми рельсами. Ремонтные работы в основном были проведены своими силами, хотя по плану этот вид работы должен был осуществляться машинно-путевыми станциями. Пропускная способность станции выросла более чем в три раза по сравнению с военным временем.
На заработанные и сэкономленные средства вблизи вокзала вырос целый городок из домов путейцев. Были построены детский сад, больница, школа-интернат. За десять лет шадринские путейцы возвели и сдали в эксплуатацию более десяти тысяч квадратных метров жилья. Почти все жилые здания капитально отремонтировали. К 1964 году все работники дистанции были обеспечены квартирами.
Коллектив путейцев прочно встал на ноги, вошел в число передовиков, занимал ведущее место в социалистическом соревновании. За успехи в работе ему присуждались премии, оказывали различные почести. По итогам работы неоднократно присуждались первые места по Южно-Уральской железной дороге среди дистанций пути. В 1970 году шадринские путейцы завоевали переходящее Красное Знамя Министерства путей сообщения и Центрального Комитета профсоюзов.
Начиная с 1946 года и после выхода на пенсию в 1972 году избирался депутатом Шадринского городского Совета депутатов трудящихся, членом бюро Шадринского горкома КПСС, народным контролёром. Почетный гражданин города Шадринска. П. И. Клеванцов руководил дистанцией путей до выхода на пенсию.
Жил в городе Шадринске. 
Пётр Ильич Клеванцов скончался 3 августа 1986 года. Похоронен на Васильевском кладбище города Шадринске Курганской области.

## Награды
- Герой Социалистического Труда, 1 августа 1959 года
  - Орден Ленина № 371145
  - Медаль «Серп и Молот» № 9838
- Орден Трудового Красного Знамени, 6 августа 1952 года
- Орден «Знак Почёта», 29 июля 1945 года[4]
- Медаль «За трудовое отличие», 30 июля 1942 года[5]
- Юбилейная медаль «За доблестный труд. В ознаменование 100-летия со дня рождения Владимира Ильича Ленина», 1970 год
- Медаль «За доблестный труд в Великой Отечественной войне 1941—1945 гг.», 1946 год
- Знак «Отличный путеец», 1947 год
- Знак «Почётному железнодорожнику», 1953 год
- Почётный гражданин города Шадринска, 1972 год

## Память
- Улица Клеванцова в Шадринске, расположена перпендикулярно улице Промышленная, примерно на 480 метров к востоку от улицы Тюменская. Наименование присвоено в июле 2012 года[6]
- Шадринская дистанция пути имени П.И. Клеванцова
- Мемориальная доска, установлена в 2001 году на здании 12-й дистанции пути имени П.И. Клеванцова, г. Шадринск, ул. Архангельского, 67 — 56°05′34″ с. ш. 63°36′17″ в. д.HGЯO
- Барельеф на памятнике железнодорожникам — Героям Социалистического Труда у здания железнодорожного вокзала города Кургана — 55°26′27″ с. ш. 65°19′03″ в. д.HGЯO